# Final del Torneo Finalización 2008 (Colombia)
La final del Torneo Finalización 2008 de la Categoría Primera A del fútbol profesional colombiano fue una serie de partidos de fútbol que se jugaron los días 17 y 21 de diciembre de 2008 para definir al segundo campeón del año del fútbol en Colombia. La disputaron los ganadores de los grupos en los Cuadrangulares semifinales: Independiente Medellín y América de Cali. 
El ganador del torneo fue el América de Cali, que se consagró campeón por un marcador global de 4-1.

## Antecedentes

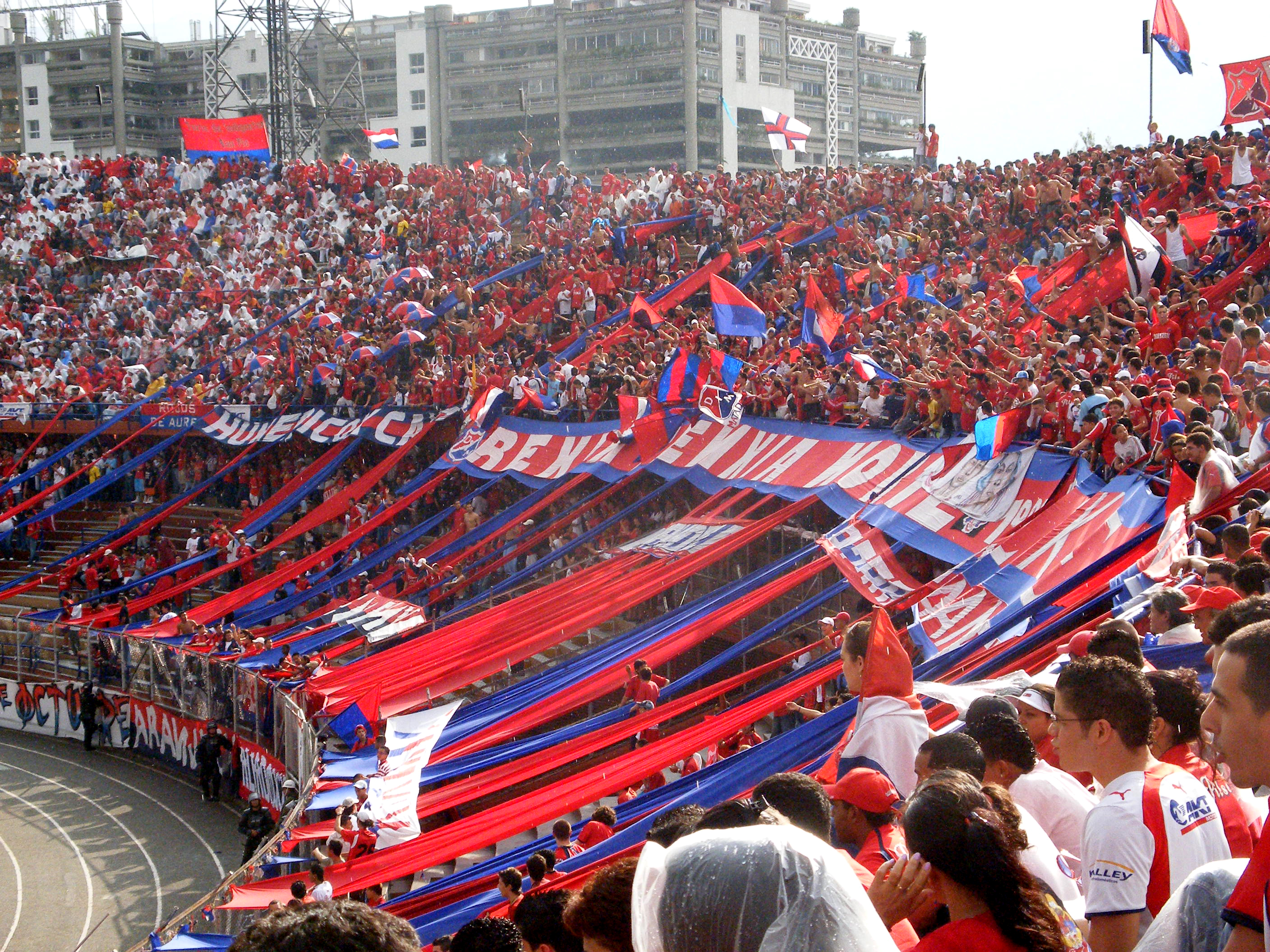
Afición del DIM en el Estadio Atanasio Girardot, sede del partido de ida.

Esta fue la tercera final en torneos cortos para el Independiente Medellín. La primera fue en el Torneo Finalización 2002, final que favoreció al equipo de Medellín frente al Deportivo Pasto, cortando así una racha de 45 años sin un título del fútbol profesional colombiano. Luego, la última final del Torneo Apertura 2004, superó en la final paisa al Atlético Nacional, cosechando su cuarto título.
Por su parte, también fue la tercera final para el América de Cali en torneos cortos. La primera final fue en el Torneo Apertura 2002, donde superó Atlético Nacional en los dos partidos (ida y vuelta) con un global de 3:1, consiguiendo su duodécima estrella en su visita a Medellín. Luego, la última final disputada fue en el Torneo Apertura 2008, el anterior torneo, en la cual perdió en los penales (4-2) que se disputó en Tunja, tras empatar los dos partidos (ida y vuelta) 1-1 con Boyacá Chicó.
En torneos largos, el América de Cali y Independiente Medellín se enfrentaron en el Campeonato colombiano 2001 donde el América consiguió su undécima estrella con un marcador global de 3-0; en Medellín ganó 1-0  y en Cali 2-0.

## Camino a la final
En la fase de todos contra todos, el Independiente Medellín clasificó quinto con 29 puntos.
Entre tanto, el América de Cali clasificó cuarto con 29 puntos.
Después de tener una interesante fase cuadrangular para decidir quiénes serían los dos equipos finalistas de la Copa Mustang II, el Independiente Medellín se ubicó primero del Grupo A dejando eliminados a Deportes Tolima, La Equidad y Atlético Nacional. Mientras que el América de Cali hizo lo propio en el Grupo B dejando a Deportivo Pereira, Junior y Deportivo Cali.
Si bien sólo falta una fecha para terminar oficialmente los Cuadrangulares finales, América y Medellín se adelantaron para afirmar que ellos eran los mejores de todo el torneo.

## Estadísticas previas
Total de partidos jugados en el Torneo Finalización 2008 por ambos equipos:
| Equipo                 | Pts | PJ | G  | E | P | GF | GC | Dif |
| ---------------------- | --- | -- | -- | - | - | -- | -- | --- |
| América de Cali        | 40  | 24 | 11 | 7 | 6 | 35 | 23 | 12  |
| Independiente Medellín | 40  | 24 | 12 | 4 | 8 | 32 | 27 | 5   |

- Leyenda:  Pts=Puntos; PJ=Partidos jugados; G=Partidos ganados; E=Partidos empatados; P=Partidos perdidos; GF=Goles a favor; GC=Goles en contra; Dif=Diferencia de gol

## Partido de ida
| 1  | POR | Aldo Bobadilla   |       |
| 19 | DEF | Jamell Ramos     | 90+1' |
| 2  | DEF | Daniel Sanabria  |       |
| 3  | DEF | Andrés Ortiz     |       |
| 26 | DEF | Juan Cuadrado    |       |
| 21 | MED | John Restrepo    |       |
| 8  | MED | Danilson Córdoba | 67'   |
| 25 | MED | Juan Quintero    |       |
| 10 | MED | Omar Pérez       |       |
| 7  | DEL | Diego Álvarez    | 61'   |
| 9  | DEL | Jackson Martínez |       |
| DT | DT  | Santiago Escobar |       |

| 1  | POR | Adrián Berbia |     |
| 24 | DEF | Jong Viáfara  |     |
| 13 | DEF | Iván Vélez    |     |
| 26 | DEF | Pedro Tavima  |     |
| 7  | DEF | Pablo Armero  |     |
| 14 | MED | Jhon Valencia |     |
| 4  | MED | Jaime Córdoba |     |
| 17 | MED | Paulo Arango  |     |
| 25 | MED | Víctor Cortés | 80' |
| 8  | DEL | Wilmer Parra  | 87' |
| 22 | DEL | Adrián Ramos  |     |
| DT | DT  | Diego Umaña   |     |

| 15 | DEL | Carlos Hidalgo   | 61'   |
| 20 | MED | Iván Corredor    | 67'   |
| 17 | MED | Jaime Castrillón | 90+1' |

| 10 | MED | Harrison Otálvaro | 80' |
| 21 | DEL | Wilson Morelo     | 87' |

|  | 63' | Víctor Cortés | 0:1 |

|  | 40' | Ortiz    |
|  | 76' | J. Ramos |

|  | 20' | Vélez    |
|  | 28' | Armero   |
|  | 32' | Valencia |
|  | 65' | Cortés   |

| Árbitro             | Imer Machado        |
| Árbitros asistentes | Mauricio Camargo    |
| Árbitros asistentes | Humberto Clavijo    |
| Cuarto árbitro      | Bandera de Colombia |

| 1  | POR | Aldo Bobadilla   |       |
| 19 | DEF | Jamell Ramos     | 90+1' |
| 2  | DEF | Daniel Sanabria  |       |
| 3  | DEF | Andrés Ortiz     |       |
| 26 | DEF | Juan Cuadrado    |       |
| 21 | MED | John Restrepo    |       |
| 8  | MED | Danilson Córdoba | 67'   |
| 25 | MED | Juan Quintero    |       |
| 10 | MED | Omar Pérez       |       |
| 7  | DEL | Diego Álvarez    | 61'   |
| 9  | DEL | Jackson Martínez |       |
| DT | DT  | Santiago Escobar |       |

| 1  | POR | Adrián Berbia |     |
| 24 | DEF | Jong Viáfara  |     |
| 13 | DEF | Iván Vélez    |     |
| 26 | DEF | Pedro Tavima  |     |
| 7  | DEF | Pablo Armero  |     |
| 14 | MED | Jhon Valencia |     |
| 4  | MED | Jaime Córdoba |     |
| 17 | MED | Paulo Arango  |     |
| 25 | MED | Víctor Cortés | 80' |
| 8  | DEL | Wilmer Parra  | 87' |
| 22 | DEL | Adrián Ramos  |     |
| DT | DT  | Diego Umaña   |     |

| 15 | DEL | Carlos Hidalgo   | 61'   |
| 20 | MED | Iván Corredor    | 67'   |
| 17 | MED | Jaime Castrillón | 90+1' |

| 10 | MED | Harrison Otálvaro | 80' |
| 21 | DEL | Wilson Morelo     | 87' |

|  | 63' | Víctor Cortés | 0:1 |

|  | 40' | Ortiz    |
|  | 76' | J. Ramos |

|  | 20' | Vélez    |
|  | 28' | Armero   |
|  | 32' | Valencia |
|  | 65' | Cortés   |

| Árbitro             | Imer Machado        |
| Árbitros asistentes | Mauricio Camargo    |
| Árbitros asistentes | Humberto Clavijo    |
| Cuarto árbitro      | Bandera de Colombia |

## Partido de vuelta
| 1  | POR | Adrián Berbia |     |
| 26 | DEF | Pedro Tavima  |     |
| 24 | DEF | Jong Viáfara  |     |
| 13 | DEF | Iván Vélez    |     |
| 7  | DEF | Pablo Armero  |     |
| 17 | MED | Paulo Arango  |     |
| 4  | MED | Jaime Córdoba |     |
| 14 | MED | Jhon Valencia |     |
| 8  | DEL | Wilmer Parra  | 76' |
| 25 | DEL | Víctor Cortés | 90' |
| 22 | DEL | Adrián Ramos  |     |
| DT | DT  | Diego Umaña   |     |

| 1  | POR | Aldo Bobadilla   |     |
| 3  | DEF | Andrés Ortiz     |     |
| 19 | DEF | Jamell Ramos     |     |
| 26 | DEF | Juan Cuadrado    | 52' |
| 2  | DEF | Daniel Sanabria  |     |
| 10 | MED | Omar Pérez       |     |
| 25 | MED | Juan Quintero    | 76' |
| 8  | MED | Danilson Córdoba |     |
| 21 | MED | John Restrepo    |     |
| 7  | DEL | Diego Álvarez    | 87' |
| 9  | DEL | Jackson Martínez |     |
| DT | DT  | Santiago Escobar |     |

| 10 | MED | Harrison Otálvaro | 76' |
| 5  | DEF | Carlos Valdés     | 90' |

| 17 | MED | Jaime Castrillón | 52' |
| 15 | DEL | Carlos Hidalgo   | 76' |
| 20 | MED | Iván Corredor    | 87' |

|  | 25' | Adrián Ramos  | 1:1 |
|  | 60' | Jamell Ramos  | 2:1 |
|  | 89' | Jaime Córdoba | 3:1 |

|  | 17' | Diego Álvarez | 0:1 |

|  | 29' | Viáfara |
|  | 31' | Valdés  |
|  | 39' | Arango  |

|  | 13' | J. Ramos |
|  | 29' | Martínez |
|  | 44' | Quintero |
|  | 63' | Ortiz    |

|  | 90+2' | Pérez |

| Árbitro             | Óscar Ruiz          |
| Árbitros asistentes | Wilson Berrio       |
| Árbitros asistentes | Abraham González    |
| Cuarto árbitro      | Bandera de Colombia |

| 1  | POR | Adrián Berbia |     |
| 26 | DEF | Pedro Tavima  |     |
| 24 | DEF | Jong Viáfara  |     |
| 13 | DEF | Iván Vélez    |     |
| 7  | DEF | Pablo Armero  |     |
| 17 | MED | Paulo Arango  |     |
| 4  | MED | Jaime Córdoba |     |
| 14 | MED | Jhon Valencia |     |
| 8  | DEL | Wilmer Parra  | 76' |
| 25 | DEL | Víctor Cortés | 90' |
| 22 | DEL | Adrián Ramos  |     |
| DT | DT  | Diego Umaña   |     |

| 1  | POR | Aldo Bobadilla   |     |
| 3  | DEF | Andrés Ortiz     |     |
| 19 | DEF | Jamell Ramos     |     |
| 26 | DEF | Juan Cuadrado    | 52' |
| 2  | DEF | Daniel Sanabria  |     |
| 10 | MED | Omar Pérez       |     |
| 25 | MED | Juan Quintero    | 76' |
| 8  | MED | Danilson Córdoba |     |
| 21 | MED | John Restrepo    |     |
| 7  | DEL | Diego Álvarez    | 87' |
| 9  | DEL | Jackson Martínez |     |
| DT | DT  | Santiago Escobar |     |

| 10 | MED | Harrison Otálvaro | 76' |
| 5  | DEF | Carlos Valdés     | 90' |

| 17 | MED | Jaime Castrillón | 52' |
| 15 | DEL | Carlos Hidalgo   | 76' |
| 20 | MED | Iván Corredor    | 87' |

|  | 25' | Adrián Ramos  | 1:1 |
|  | 60' | Jamell Ramos  | 2:1 |
|  | 89' | Jaime Córdoba | 3:1 |

|  | 17' | Diego Álvarez | 0:1 |

|  | 29' | Viáfara |
|  | 31' | Valdés  |
|  | 39' | Arango  |

|  | 13' | J. Ramos |
|  | 29' | Martínez |
|  | 44' | Quintero |
|  | 63' | Ortiz    |

|  | 90+2' | Pérez |

| Árbitro             | Óscar Ruiz          |
| Árbitros asistentes | Wilson Berrio       |
| Árbitros asistentes | Abraham González    |
| Cuarto árbitro      | Bandera de Colombia |

| Campeón América de Cali Decimotercer título |